# Wardow
Wardow ist eine Gemeinde im Landkreis Rostock in Mecklenburg-Vorpommern (Deutschland). Die Gemeinde wird vom Amt Laage mit Sitz in Laage verwaltet.

## Lage
Die Gemeinde Wardow liegt südlich und östlich der Stadt Laage, ca. 30 Kilometer von Rostock entfernt. Das Gemeindegebiet erstreckt sich von der Endmoräne westlich der Recknitz über die Recknitzniederung nach Osten in einen sanft hügeligen Bereich, der vom Pludderbach und der Polchow entwässert wird (beide Zuflüsse der Recknitz). Die Höhen erreichen kaum 50 m ü. NN. Das Gemeindegebiet wird von der Landwirtschaft geprägt.
Umgeben wird Wardow von den Nachbargemeinden Cammin und Selpin im Norden, Walkendorf im Nordosten, Prebberede im Osten, Laage im Süden und Westen sowie Dolgen am See (Berührungspunkt), Dummerstorf und Sanitz im Nordwesten.

## Ortsteile
Schon seit Jahrhunderten gehören die Orte Wozeten und Spotendorf zu Wardow. Weitere Ortsteile der erweiterten Gemeinde Wardow sind Alt Kätwin, Goritz, Groß Ridsenow, Klein Ridsenow, Kobrow, Kossow, Neu Kätwin, Polchow, Teschow und Vipernitz.

## Geschichte
Zu den bedeutenden frühen Siedlungsspuren um Wardow zählen die Hügelgräber und Steinhügelgräber.
Mecklenburgs älteste Handelsstraße, die Via Regia führte vor 1000 Jahren hier entlang. Sie wurde sowohl von slawischen als auch arabischen Händlern genutzt. Damals war Polchow eine Raststätte, während bei Wardow eine schützende Wallburg lag. Die Erdanlage dieses Burgwalls ist noch erhalten.
Wardow wurde 1270 erstmals in einer Urkunde genannt. Gutsbesitzer waren u. a. die Familien Graf von Bassewitz (ab 1728), von Heyden-Linden, Mierendorff (ab 1852) und von Ammon. 1934 wurde das Gut aufgesiedelt. Das neugotische, zweigeschossige Gutshaus (Herrenhaus) im Tudorstil stammt von 1840. Es wurde 1970 sehr stark vereinfacht und wird seit 2008 saniert.
An die frühmittelalterlichen Wallanlagen schließt sich der Landschaftspark des Gutshauses Wardow an. Das neogotische Gutshaus aus dem 19. Jahrhundert wurde bis in die 2000er Jahre als Schule genutzt und wird derzeit saniert.
1788 wurde eine Mühle errichtet. Die jetzt noch existierende Erdholländermühle, die bis 1967 in Betrieb war, stammt aber von 1891. Seit 1798 befand sich auch eine ritterliche Schule im Ort. Ab 1990, mit dem Bau neuer Eigenheime, hat sich Wardows Ortsbild deutlich verändert.
Alt Kätwin wurde 1238 erstmals erwähnt.
Groß Ridsenow wurde erstmals 1304 erwähnt. Das barocke Fachwerkgutshaus wurde für die Familie von Wendhausen um 1776 errichtet, die das Gut, zunächst als Pfandbesitz, seit 1724 besaß. Ab 1783 häufiger Besitzerwechsel, zuletzt 1912 bis um 1930 Rittmeister a. D. Paul Mierendorff. 1938 wurde das Gut mit einer Größe von 837,5 Hektar durch die Siedlungsgesellschaft „Ostland“ aufgesiedelt. Gutshaus und Park stehen unter Denkmalschutz. Das inzwischen private Gutshaus ist empfohlen für ein Notsicherungsprogramm.
In den 1930er Jahren wurde der Ort von Bauern aus dem Schwarzwald, aus Ostfriesland und Holstein aufgesiedelt: Im Ort steht ein sehenswerter Glockenturm, dessen Glocke entwendet wurde. Die Kirche war im Dreißigjährigen Krieg abgebrannt. Das Gutshaus stammt von 1776.
Kobrow findet sich erstmals 1346 in den Annalen. Gutsbesitzer waren unter anderem die Familien von Vieregge (1741–1755), von Gundlach (1760–1784), von Genzkow (1796–1804), Hundt (1804–1825) und von Bülow (1859–1930). Oberstleutnant Ernst August Wilhelm von Bülow ließ 1860 das Kobrower Herrenhaus erbauen. Das Gut wurde 1937 für 44 Siedler aufgesiedelt.
Spotendorf gehört zu den alten Siedlungsstellen. Es hat auch von der Lage her eine der schönsten Gutsanlagen im Kreis Güstrow. 1284 besaß Heinrich Frese das Gut, das er 1286 der Stadt Rostock überließ. Das Gutshaus wurde um 1870 mit Park nach Norden erbaut. Bis 1945 war es im Besitz von Albrecht Wendhausen, der in der Weimarer Republik in den Kapp-Putsch verwickelt war. Eine schöne Scheune ist noch erhalten.
Teschow: Das Gut war im Besitz der Levetzow (Adelsgeschlecht) (ab 1776), Oberamtmann Siebmann (ab 1823), Bencard (ab 1837), der Oertzen (Adelsgeschlecht) (ab 1842), der Gadow (Adelsgeschlecht) (ab 1870), Otto Glantz und Erben (ab 1892) und Karl Rehm (ab 1914). Das Gutshaus befindet sich in Privatbesitz.

### Polchow

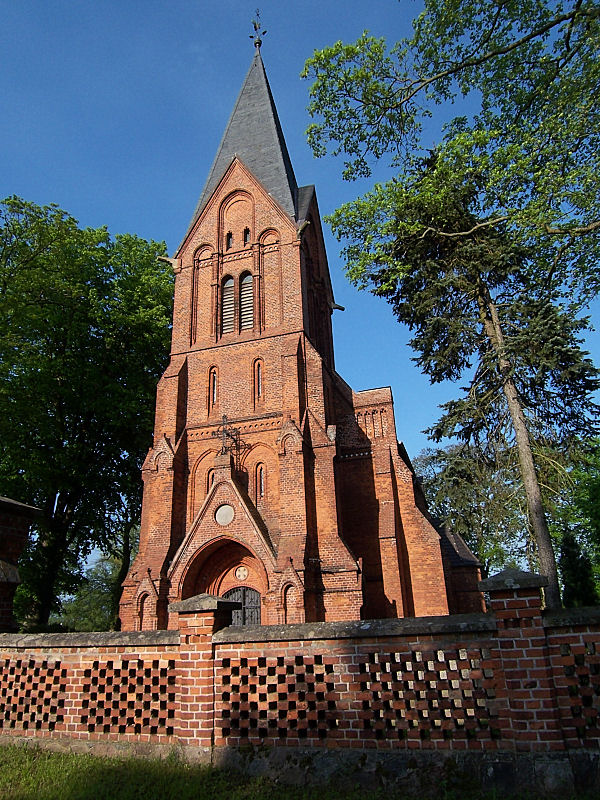
Dorfkirche Polchow

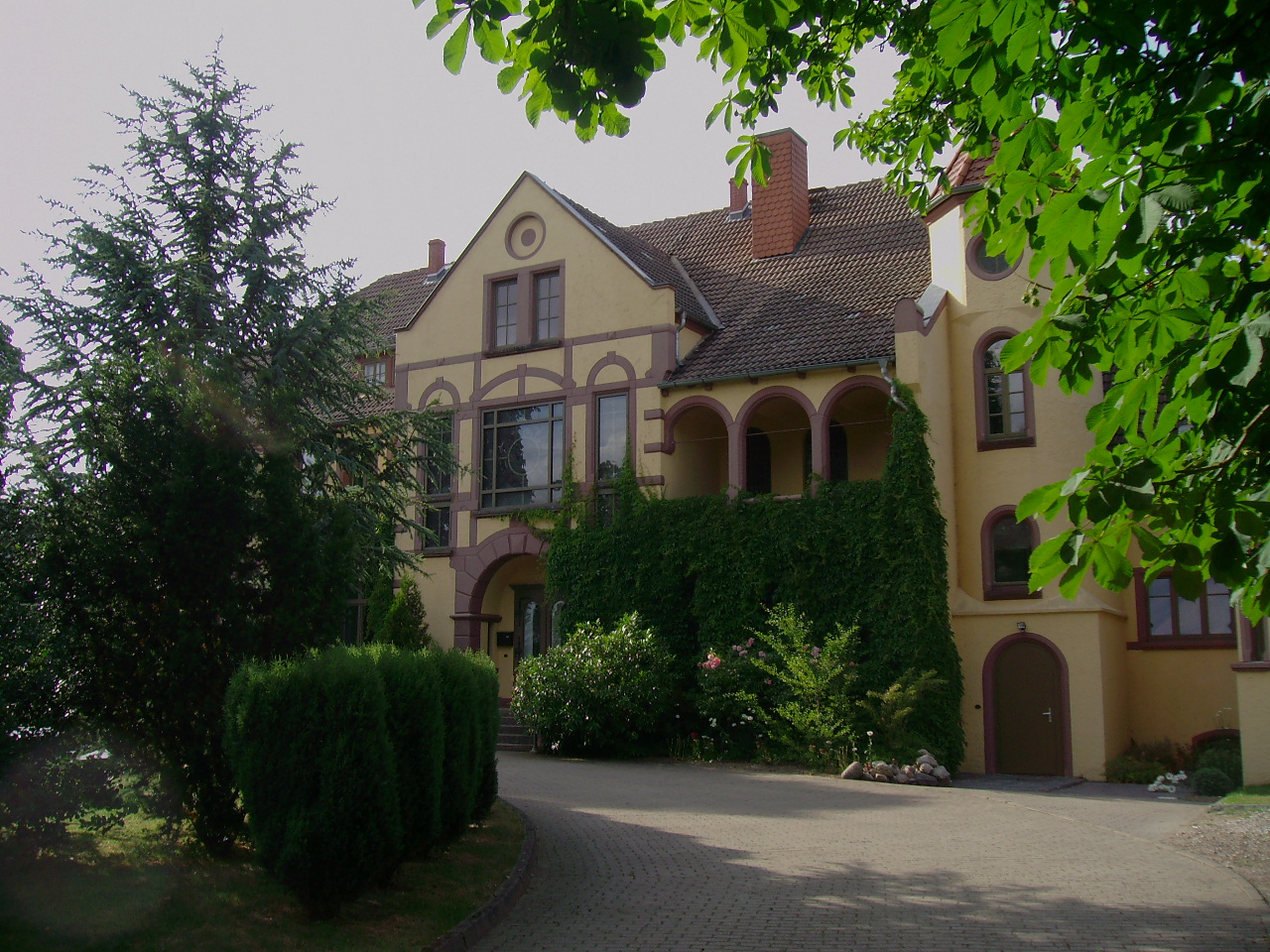
Gutshaus Polchow

Polchow wurde 1216 erstmals urkundlich genannt. Damals erhielt das Kloster Dargun von Kasimir, Herzog von Pommern, das Landgut Polchow. Ebenso erhielt das Kloster vom Bischof Konrad von Cammin das Patronatsrecht über die Polchower Kirche. Während der Reformation, um 1552 erfolgte die Auflösung des Klosters. Polchow ging in herzoglicher Besitz über. 1613 wurde der Ort ein ritterschaftliches Gut. Als Lehnsgut wurde es an Jürgen von Moltke vergeben. 1631 entzog man den Moltkes das Gut wegen ihrer Dienste für Wallenstein und es erhielt der schwedischen General Acke von Tott, danach Oberst Jakob von Ramsay. 1653 erhielten die Moltkes das Gut zurück. 1728 verkaufte man Polchow für 19.666 Taler an Graf Henning Friedrich von Bassewitz und von 1748 bis 1750 wird der Hof Neu Polchow als Nebengut von Groß Ridsenow durch den Baron von Wendhausen angelegt.
Eine aus dem 13. Jahrhundert stammende Kirche wurde 1888 wegen Baufälligkeit abgerissen und bis 1891 eine neue Kirche gebaut. Auf dem an der Kirche gelegenen Friedhof steht die tausendjährige Sommerlinde. Sie wurde 1937 zum Naturdenkmal erklärt und ist die älteste Linde Mecklenburgs.
Gutshaus Polchow wurde 1904 bis 1907 gebaut. An seiner Stelle stand ein Vorgängerbau, den Wilhelm von Lowtzow, dessen Eltern 1893 das Gut erwarben, abreißen ließ. Von 1934 bis 1945 war das Gut im Besitz des Cottbuser Tuchfabrikanten Fritz Loll.
Das Gutshaus war danach Flüchtlingslager und dann eine soziale Einrichtung. Das 2002 privatisierte Gebäude wurde für Ferienwohnungen umgebaut.

### Eingemeindungen
Spotendorf und Wozeten wurden am 1. Juli 1950 eingegliedert. Am gleichen Tag wurde Alt Polchow nach Groß Ridsenow eingegliedert. Am 1. Juli 1972 wurde der Ort nach Wardow umgegliedert.
Goritz kam am 1. Juli 1950 nach Kobrow, das seit dem 1. Juli 1972 zu Wardow gehört.
Am 1. Januar 2002 wurde die ehemals selbständige Gemeinde Groß Ridsenow der Gemeinde Wardow angegliedert. Am 1. Januar 2004 folgte Alt Kätwin.

## Politik

### Gemeindevertretung und Bürgermeister
Der Gemeinderat besteht (inkl. Bürgermeister) aus 10 Mitgliedern. Die Wahl zum Gemeinderat am 9. Juni 2024 hatte folgende Ergebnisse:
| Partei/Bewerber          | Prozent | Sitze |
| ------------------------ | ------- | ----- |
| DIE LINKE                | 8,84    | 1     |
| Einzelbewerber Fröhling  | 5,28    | 1     |
| Einzelbewerber Harlof    | 16,16   | 2     |
| Einzelbewerber Jürgens   | 6,39    | 1     |
| Einzelbewerberin Kiehl   | 5,56    | 1     |
| Einzelbewerber Kraft     | 6,34    | 1     |
| Einzelbewerberin Münch   | 10,84   | 1     |
| Einzelbewerber Reuter    | 4,91    | 1     |
| Einzelbewerber Schmechel | 12,83   | 1     |
| Einzelbewerber Warda     | 6,44    | 1     |

Bürgermeister der Gemeinde ist Klaus Fröhling, er wurde mit 63,17 % der Stimmen gewählt.

## Sehenswürdigkeiten
- Neugotische Dorfkirche Polchow von 1891 nach Plänen von Gotthilf Ludwig Möckel vom Teterower Baumeister Pitschner gebaut
- 800-jährige Polchower Linde auf dem Kirchhof; Naturdenkmal, älteste Linde Mecklenburgs[12] und erster Nationalerbe-Baum Mecklenburg-Vorpommerns[13]
- Herrenhaus auf Gut Alt Kätwin, zweigeschossiges Bauwerk um 1820/1830
- Herrenhaus auf Gut Kobrow, zweigeschossiger Putzbau um 1860
- Herrenhaus auf Gut Groß Ridsenow mit Park, eingeschossiger Fachwerkbau um 1776 mit Mansarddach und Zwerchgiebel
- Herrenhaus auf Gut Polchow in Alt Polchow, neobarocker, zweigeschossiger Putzbau von 1907 nach Plänen Gotthilf Ludwig Möckel für Wilhelm von Lowtzow
- Herrenhaus auf Gut Spotendorf mit Parkfragment, neoklassizistischer, eingeschossiger Backsteinbau um 1870 mit Sockelgeschoss und Mittelrisalit; Erhalten sind auch eine schöne Scheune und ein mit Findlingen ummauerter Teich im Süden.
- Herrenhaus auf Gut Teschow, zweigeschossiger Putzbau mit Krüppelwalmdach
- Herrenhaus auf Gut Wardow, Neogotischer, zweigeschossiger Putzbau von 1840 (Tudorstil); zur DDR-Zeit stark vereinfacht

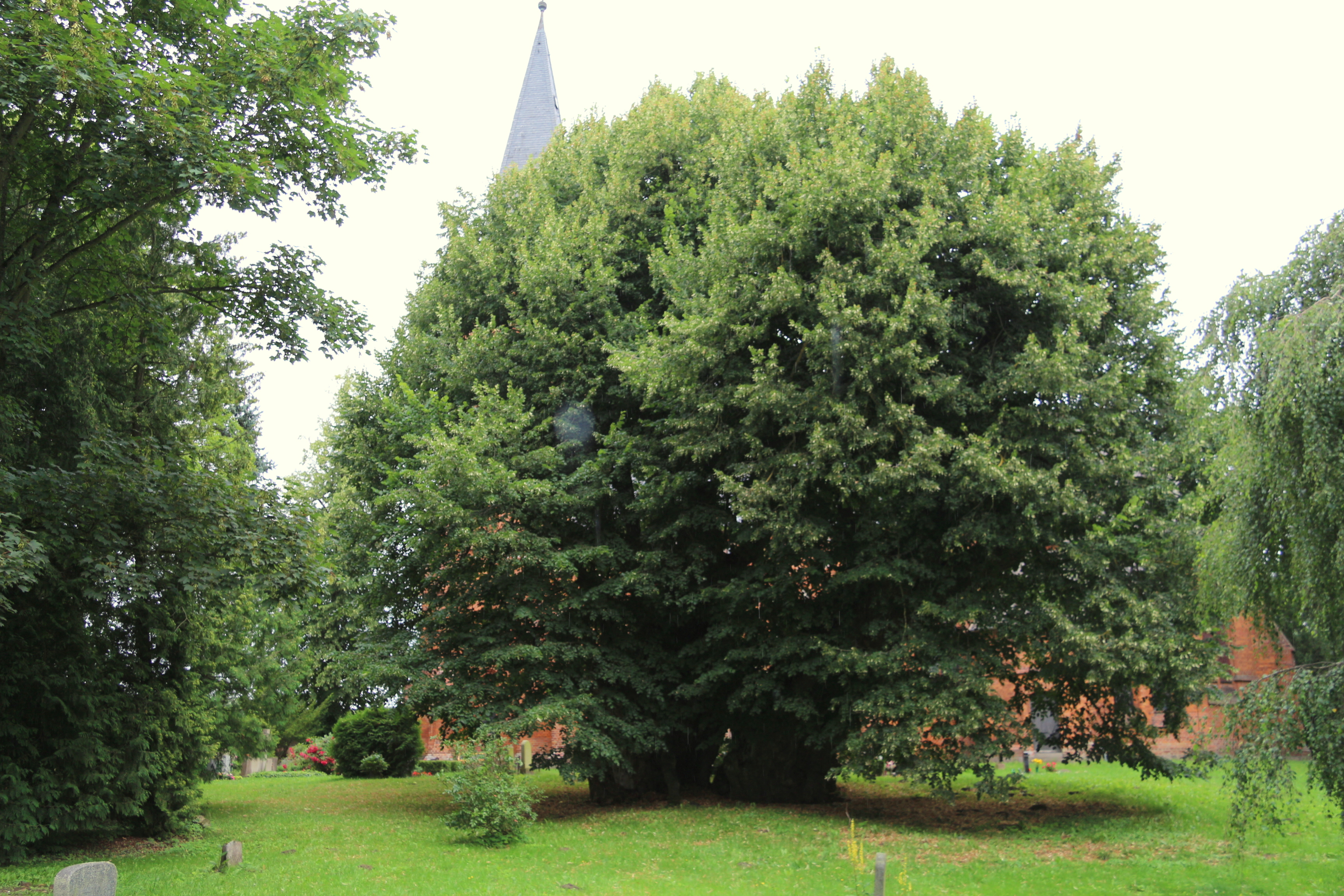
Polchower Sommerlinde
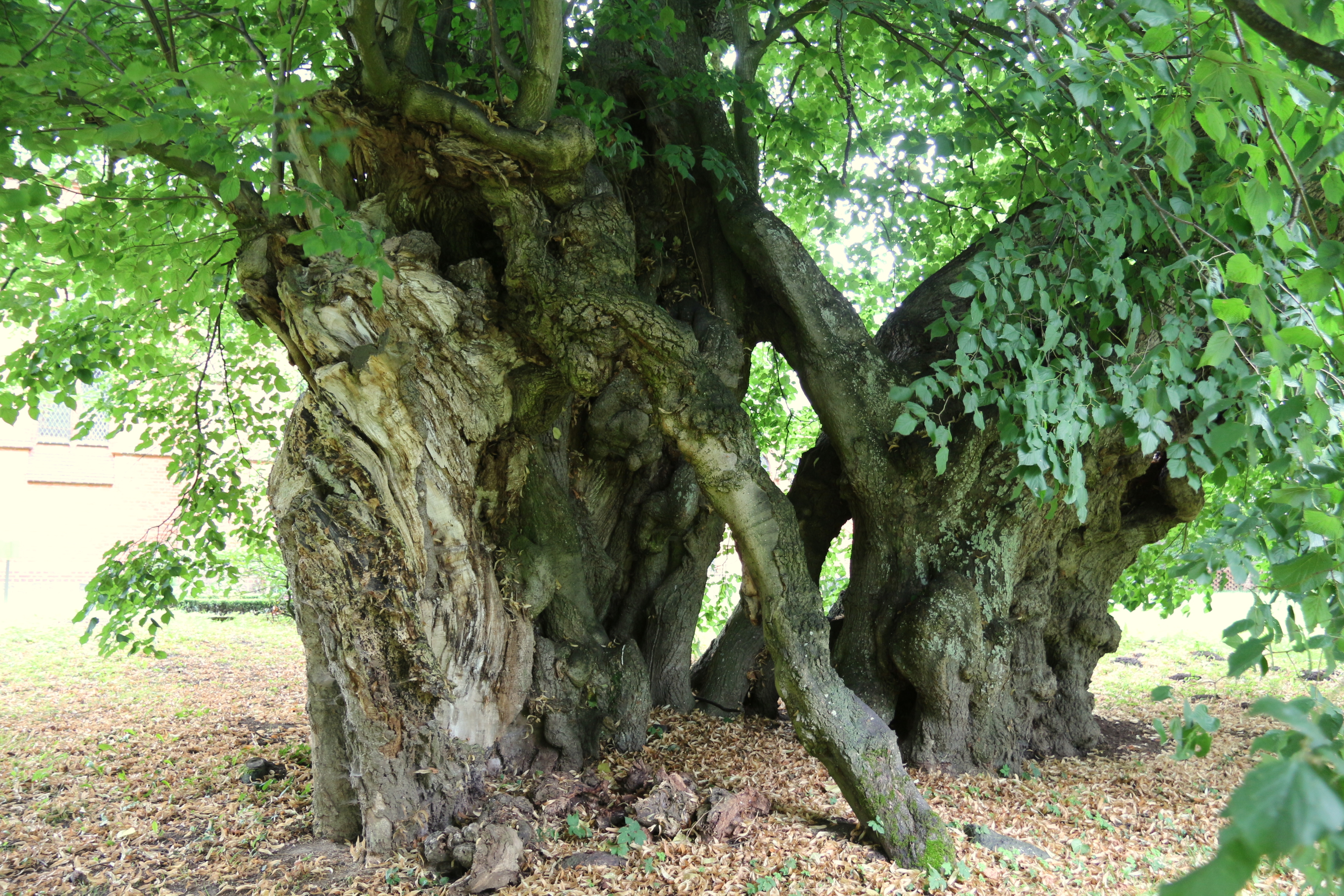
Stamm der Linde (14 Meter Stammumfang)
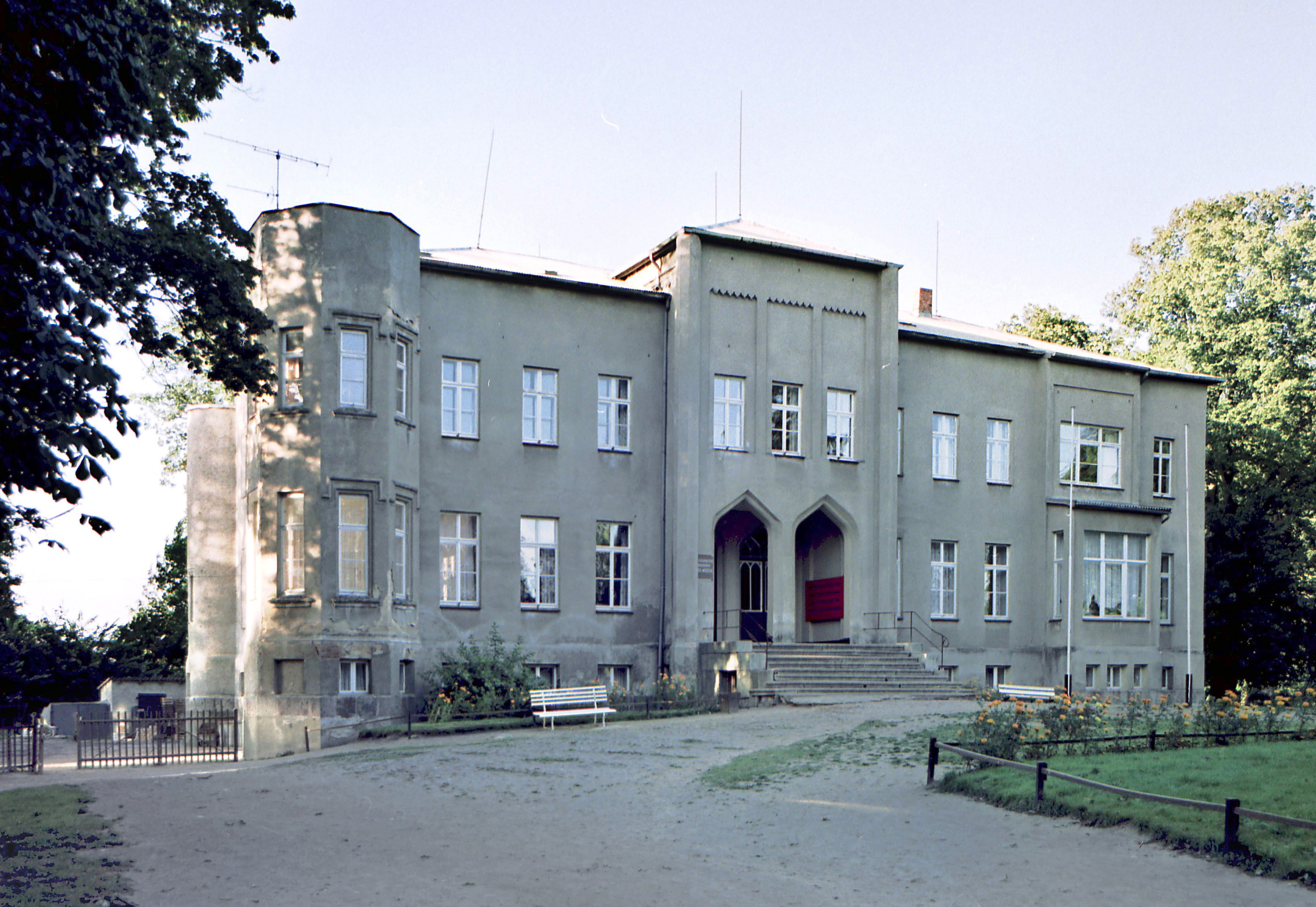
Herrenhaus auf Gut Wardow (1987)

## Verkehrsanbindung
Durch das Gemeindegebiet führt die Verbindungsstraße von Laage nach Tessin. Südlich von Wardow verläuft die B 108 (Rostock – Laage – Teterow) und nördlich die A 20 (Anschlussstellen Dummerstorf, Sanitz und Tessin). In der nahen Stadt Laage besteht Bahnanschluss nach Rostock, Güstrow und Berlin.

## Persönlichkeiten
- Theodor Cordua (1796–1857), Kaufmann, Pionier in Kalifornien
- Albrecht Wendhausen (1880–1945), Verwaltungsjurist, Gutsbesitzer in Spotendorf, MdR
- Ulrich Komm (1913–1986), Schriftsteller in Groß Ridsenow
- Paul Strauß (1923–1995), Politiker, Mitglied des Staatsrates der DDR